# Buddleja striata
Buddleja striata là một loài thực vật có hoa trong họ Huyền sâm. Loài này được Zhi Y.Zhang mô tả khoa học đầu tiên năm 1996.